# Ehrennadel des Wasser- und Bergrettungsdienstes
Die Ehrennadel des Wasser- und Bergrettungsdienstes war in der Deutschen Demokratischen Republik (DDR) eine nichtstaatliche Auszeichnung des Deutschen Roten Kreuzes der DDR, welche in drei Stufen, Bronze, Silber und Gold, gestiftet wurde. Ihre Verleihung erfolgte für hervorragende Leistungen im Wasser- oder Bergrettungsdienst der DDR. 

## Aussehen
Die runde Ehrennadel des Bergrettungsdienstes zeigt einen geschlossenen Lorbeerkranz an dem sich zum Medailleninneren hin ein geflochtenes tauähnliches Gebilde anschließt. Die Mitte selbst wird von einem weiß emaillierten Medaillon bestimmt das innerhalb der Umschrift: DEUTSCHES ROTES KREUZ DDR das rote Malteserkreuz des DRK zeigt. Die Ehrennadel des Wasserrettungsdienstes ist ebenfalls von einem Lorbeerkranz umschlossen, zeigt jedoch mittig einen angedeuteten Rettungsring mit Halteseilen. In dessen vier Feldern ist die Inschrift: DEUTSCHES ROTES KREUZ DDR zu lesen. Mittig prangt auch hier das rote Malteserkreuz des DRK auf weißen Grund.